# Медведев, Андрей Григорьевич
Медведев Андрей Григорьевич (8 ноября 1897 год, д. Сочилов Брянской обл. — 16 апреля 1985 год, Россия), почвовед. Член-корреспондент Национальной академии наук Беларуси (1961), академик Академии сельскохозяйственных наук БССР (1959—1961), доктор сельскохозяйственных наук (1952), профессор (1953). Заслуженный деятель науки БССР (1968).

## Биография
Окончил Белорусскую сельскохозяйственную академию (1925). В 1926—1941 и 1944—1956 гг. научный сотрудник, ассистент, доцент, заведующий кафедрой Белорусской сельскохозяйственной академии. В 1942—1944 гг. старший научный сотрудник Троицкого опытного поля Челябинской областной опытной станции. С 1953 г. профессор, с 1968 г. заведующий кафедрой почвоведения Белорусского государственного университета. В 1958—1961 гг. заместитель директора НИИ почвоведения Академии сельскохозяйственных наук БССР.

## Направления научной деятельности и вклад в науку
Основные работы посвящены исследованию и картированию почв:
1. Составил сводную почвенную карту Белоруссии, руководил крупномасштабными почвенными исследованиями земель республики.
2. Участвовал в агропочвенном районировании БССР и разработке прогнозов влияния мелиорации на изменение почв Белорусского Полесья.
3. Разработал методику и таблицу качественной оценки (бонитировки) почв Белоруссии, по которым проведены картирование почв и качественная оценка земель.

## Награды и звания
Ему было присуждено множество наград за его вклад в науку и геологию РБ. Из наиболее значимых можно выделить:
- Государственная премия БССР 1976 г. (за цикл работ по изучению почв Белоруссии)
- Премия им. В. Р. Вильямса (за монографию «Качественная оценка земель в колхозах и совхозах»)
- Орден Трудового Красного Знамени;
- «Знак Почета»;

## Основные научные труды
Автор около 130 научных трудов, в том числе 4 монографии:
- Руководство по почвенному исследованию земель колхозов и совхозов БССР. Мн.: Изд-во АСХН БССР, 1960 год (совм. с Н. П. Булгаковым, Ю. Л. Гавриленко).
- Качественная оценка земель в колхозах и совхозах БССР. Мн.: Урожай, 1971 год (в соавт.).
- Проблемы почвоведения Беларуси: избранные труды. — Мн.: Белвагриус, 1997.